# Сомово (Рамонский район)
Сомово — село в Рамонском районе Воронежской области. 
Административный центр Сомовского сельского поселения.

## История
Село Сомово было основано в 1780 году, в то время оно относилось к Землянскому уезду Воронежской губернии.
Первое заселение людей началось с Солдатской слободы Землянского уезда. Первые общественные здания были построены лишь в начале XX века.
Развитие села началось после образования колхозов в 1931 году. После войны было образовано три колхоза: «Буденный», «им. Крупской», «III интернационал».
В 1963 году из трех колхозов образовывается один имени Свердлова. Территория Сомовского сельсовета переходит в состав Рамонского района Воронежской области в 1965 году. Село Сомово до 1965 года входило в состав Семилукского района Воронежской области.
С 1999 года колхоз имени Свердлова переименовывают в АОЗТ «Сомово», с 2002 года — ЗАО «Задонье».

## География
с.Сомово расположено в центральной части Сомовского сельского поселения Рамонского муниципального района Воронежской области в 56 км. от районного центра п.Рамонь и в 48 км. от областного центра г.Воронеж. 53,08 % территории, составляют земли сельскохозяйственного назначения. 

### Улицы
- ул. 50 лет Октября,
- ул. Кооперативная,
- ул. Мира,
- ул. Молодёжная,
- ул. Набережная,
- ул. Полевая.

## Население
| 1859 | 1897 | 2010 |
| ---- | ---- | ---- |
| 491  | ↗731 | ↘392 |

## Инфраструктура
Основное развитие села началось в 1980-е годы. Были построены клуб, медпункт, школа, столовая, магазин, кафе, мастерская, водопроводные сети, детский сад, дороги с твердым покрытием.
В 2002 году был построен газопровод протяжённостью 7 км, в селе Сомово газифицировано 126 домов.